# Pulse (musikalbum av Toni Braxton)
Pulse är det sjunde studioalbumet av den amerikanska sångaren Toni Braxton, släppt den 4 maj 2010 i USA och den 10 maj 2010 internationellt. Albumet blev Braxtons comeback efter ett uppehåll på fem år sedan Libra (2005) och hennes första på Atlantic Records efter att ha säkrat ett skivkontrakt år 2008. Albumet var ursprungligen beräknat att släppas tidigt 2009, men utgivningsdatumet flyttades fram flera gånger då allt material från inspelningssessionerna läckt ut på internet. Braxtons privatliv åren innan utgivningen influerade innehållet på albumet, däribland hennes hjärtinfarkt, sjukdomsdiagnosen mikrovaskulär dysfunktion och den efterföljande vistelsen på hjärtrehabilitering. Albumet beskrevs som hennes mest personliga någonsin och texterna reflekterade Braxtons uppbrott och skilsmässa från maken Keri Lewis. Pulse förde Braxton tillbaka till hennes R&B- och vuxenpop-rötter som gjorde henne känd under 1990-talet. Albumet innefattade, för henne, även nya musikaliska influenser som house, Chicago house och country.
Vid lanseringen polariserade Pulse musikjournalister. Några ansåg att Braxton hittat tillbaka till toppformen medan andra anklagade henne för att "jaga trender" och vara "hit-hungrig". Albumet gick in på plats 9 på den amerikanska albumlistan Billboard 200 och på förgreningslistan Top R&B/Hip-Hop Albums blev Pulse Braxtons första album att toppa listan på tio år. Albumutgivningen föranleddes av huvudsingeln "Yesterday" som nådde tolfteplatsen på R&B-topplistan Hot R&B/Hip-Hop Songs och blev hennes största låt på det formatet sedan år 2000. "Hands Tied" blev Braxtons fjortonde topp-tio hit på amerikanska R&B-listan Adult R&B Songs. Med låten kom Braxton att dela rekord med Alicia Keys och Mary J. Blige som den kvinnliga artist med flest topp-tio noteringar på den listan. För att marknadsföra Pulse uppträdde Braxton i flera sammanhang. Under ett framförande av remixversionen av "Yesterday" på Soul Train Music Awards 2009 tungkysstes Braxton och Trey Songz. Att Braxton var dubbelt så gammal som sin manliga motpart och ännu inte offentliggjort sin skilsmässa från Lewis skapade nationell uppmärksamhet kring framträdandet.

## Bakgrund
I september år 2005 lanserade Braxton sitt sjätte studioalbum Libra. Albumet var planerat att bli det första av totalt tre att släppas på Barry Hankersons Blackground Records. Efter albumets måttliga kommersiella framgång lämnade Braxton in en stämningsansökan mot Hankerson. Enligt ansökan hade Hankerson medvetet förstört hennes långvariga arbetsrelation med Arista Records som gett ut Braxtons album under 1990-talet för att hon istället skulle skriva på för hans skivbolag. Ärendet avgjordes i domstol och slutade med förlikning där Braxton betalade en summa till Hankerson för att bli fri från sitt skrivkontrakt med honom.
Braxton gjorde ett uppehåll från att spela in musik för att istället bli huvudnumret i Toni Braxton: Revealed, en Las Vegas-show på kasinot och hotellet Flamingo Las Vegas. Showen hölls sex nätter i veckan från augusti 2006 till mars 2007. Showen förlängdes fram till 8 april 2008 då Braxton blev inlagd på sjukhus på grund av bröstsmärtor. I maj samma år meddelades att showen officiellt lagts ner efter att Braxton fått en hjärtinfarkt och diagnosticerats med den obotliga hjärtsjukdomen mikrovaskulär dysfunktion. Braxton hade flera år tidigare även fått diagnosen hjärtsäcksinflammation. Braxton gick in i en depression efter diagnosen och läkarna ansåg att hon inte skulle kunna fortsätta sin sångkarriär. I en intervju en tid senare berättade Braxton att hennes tillstånd förbättrats och att hon trots allt kunde sjunga. Hon kommenterade: "Jag är starkare nu – jag lever i stort sett ett hälsosamt, normalt liv även om det var svårt att återfå styrka i rösten. Den kommer aldrig vara som förut – men jag har blivit mycket bättre".
I november 2009 meddelade Braxton att hon och maken Keri Lewis separerat tidigare under året efter att varit gifta i åtta år. I en intervju med Daily Mail ansåg Braxton att det fanns flera orsaker till uppbrottet, bland annat att paret haft en nära arbetsrelation under flera års tid. Lewis hade varit instrumental i skapandet av flera av hennes studioalbum, däribland The Heat (2000), Snowflakes (2001) och More Than a Woman (2002).

## Inspelning och internetläcka
I september 2008 säkrade Braxton ett skivkontrakt med Atlantic Records samtidigt som hon tävlade i det amerikanska TV-programmet Dancing with the Stars. I oktober år 2009 meddelade skivbolagschefen Craig Kallaman att Braxton börjat jobba på ett nytt studioalbum. Braxton uppgavs arbeta med flera producenter och låtskrivare på projektet, däribland DJ Frank E, Lucas Secon, Harvey Mason & Oak, Dapo Torimiro och David Foster. Webbplatsen Rap-Up meddelade att artister som bidrog med material till albumet var Trey Songz, Robin Thicke och Usher. Andra rapporterade samarbeten var med Steve Mac och Claude Kelly. Braxton spelade in "minst" 30 låtar till albumet från september 2008 till mars 2010. Under de tidiga inspelningssessionerna återupptog Braxton sitt samarbete med Rodney "Darkchild" Jerkins som hon jobbat med under 2000-talet. Duon skapade "Get Loose", en danspop-komposition i upptempo, samt balladen "Melt (Like an Iceberg)". Den förstnämnda låten var i albumets tidiga skede tilltänkt som en huvudsingel men båda låtarna läckte ut på internet och avskrevs från albumet. Braxton spelade in "In the Morning" tillsammans med D'Mile och Ron Fair men den inkluderades inte heller på skivan. Låten gavs senare till Mary J. Blige och kom med på hennes studioalbum Stronger with Each Tear (2009).
Efter att ha färdigställt Pulse läckte allt material från inspelningssessionerna till Braxtons stora besvikelse ut på internet. I en intervju kommenterade hon: "Jag är väldigt besviken. Från och med nu är alla mina låtar i säkert förvar. Vi skickar ingenting via internet, allt skickas via Federal Express". Till följd av läckan flyttades utgivningsdatumet för albumet fram så Braxton skulle få tid att spela in fem nya albumspår. Förändringar i produktionen gjordes på resterande spår. Flera av artistsamarbetena till Pulse plockades bort från den slutgiltiga innehållsförteckningen. Däribland "Don't Leave", som beskrevs som en "romantisk låt" med Thicke och remixversionen av "Lookin' At Me" som gästades av rapparen Sean Paul. Braxtons rapporterade samarbete med Usher blev aldrig av.

## Komposition och stil
Pulse innefattar flera kompositioner i upptempo såväl som medelsnabba låtar och klassiska ballader liknande de som gjorde henne känd på 1990-talet. Med blandningen av snabbare kompositioner och ballader ville Braxton att låtarna skulle passa bra tillsammans som en helhet och nämnde sammansättningen på sitt studioalbum Secrets (1996) som en "förebild" inför skapandet av Pulse. Braxton beskrev albumet som "väldigt organiskt" och "sant mot hennes artisteri". Hon kommenterade: "Jag vill inte tänka som någon i musikbranschen. Jag vill vara en artist och göra musik som jag älskar, hitta låtar som jag kan identifiera mig med. Jag har varit i den här industrin länge, jag känner mig bekväm med att vara äldre och lite klokare. Jag ville att musiken skulle reflektera det." I en intervju, när hon blev ombedd att jämföra albumet med sin tidigare musikkatalog, förklarade hon att albumet representerade en "nystart" för hennes karriär.
Pulse för Braxton tillbaka till sina R&B-rötter efter att ha utforskat hiphop på de två tidigare albumen More Than a Woman (2002) och Libra (2005). Pulse uppdaterar Braxtons sound med, för henne, nya musikaliska stilar: flera kompositioner innehåller element av både danspop och housemusik. Pulse inleds med "Yesterday" som är en "klassisk Toni Braxton-ballad". "Make My Heart" är en Chicago house-influerad upptempo-komposition med funk-rytmer som samplar "We’re Going to a Party" (1977) av den amerikanska sångaren Evelyn "Champagne" King. "Hands Tied" är en syntkomposition medan "Woman" innehåller element av quiet storm. "If I Have to Wait" beskrevs av Billboard som "country-R&B" och Braxton tillämpar sång i lägre tonarter.
"Lookin' At Me" är en upptempo-komposition som innehåller syntar, horn, handklappningar och kraftfull basgång. "Hero" är en kraftfull "superballad" med "futuristiska beats". Den är jämförbar med Justin Timberlakes "My Love" (2006) men i långsammare tempo. Av alla låtar på albumet beskrevs "Pulse" som den kompositionen som hade störst potential att slå igenom på popmarknaden. Deluxeversionen av Pulse innehåller låtar som var tänkta på albumet innan internetläckan. Däribland remixversionen av "Yesterday" med Trey Songz, "The Wave", "Stay", "Rewind" och "Caught (Don't Take Your Hat Off)". Remixversionen av "Yesterday" innehåller samma sång som den första versionen men med omarbetad takt och ytterligare sång av Songz. "The Wave" beskrevs som en "nattklubbsdänga" och produktionades av MaddScientist. Kompositionen drivs av kraftfulla syntetiska trumslag skapade med en Roland TR-808. Inspirationen bakom musiken till "Caught (Don't Take Your Hat Off)" kom från låten "The Rain" (1986) framförd av Oran "Juice" Jones.

## Låtar och textanalys
"Albumet var terapeutiskt för mig. Det är nog det mest personliga album jag någonsin gjort. Min make och jag – även om vi fortfarande är bästa vänner – separerade nyligen. Det var därför svårt att spela in albumet. Exempelvis låten 'Woman'; jag hade tid bokad i inspelningsstudion som jag ringde och avbokade. Jag kände: 'Jag kan bara inte göra det här just nu, jag känner inte för att vara så känslosam idag. Den låten beskrev mitt liv."
Låttexterna på Pulse berör ämnen som Braxton utforskat tidigare, däribland kärlek, uppbrott och hjärtekross. Innehållet beskrevs som hymner gjorda till frånskilda och hjärtekrossade kvinnor. I intervjun med Blues and Soul beskrev Braxton inspelningen av albumet som terapeutiskt efter uppbrottet med maken Lewis. Braxton beskrev innehållet på albumet som hennes dittills mest personliga. Låtarna var stundtals svåra för Braxton att spela in eftersom låttexterna handlade om saker som var högst aktuella för henne. "Yesterday" har en "känslosamt laddad låttext som berör ett "bittert uppbrott" efter partnerns otrohet. Braxton sjunger: "You are so yesterday/ I won't let you rain on my parade/ I don't wanna hear a thing you say". Braxton var osäker på om låten skulle inkluderas på albumet då hon var rädd att den skulle antas vara självbiografisk. Den inkluderades trots allt efter att Braxton fått Lewis godkännande under ett telefonsamtal. I kontrast har nästkommande spår, "Make My Heart", en glad låttext om stark attraktion. "Woman" är en ballad som berör framförarens känslor kring att blivit övergiven av en kärlekspartner.
"Lookin' At Me" har en glad och lättsam innebörd där njuter Braxton över att vara singel och kvinna. Texten beskriver en utekväll och ett "flirtigt" möte med en främmande man. I "Wardrobe" har Braxton en ny livsfilosofi och glad outlook på livet. Den metaforiska texten beskriver hur Braxton dumpar allt från sin tidigare klädgarderob och sjunger: "I'm redoing my wardrobe with brand new love". "No Way" har beskrivits som "beslöjad och tillbakalutad". Titelspåret har "pulserande beats" med en låttext där framföraren är "hoppfull" och tänker kämpa för att rädda en kärleksrelation. Essence Magazine ansåg att låten var albumets mest emotionella och starka låt. "Why Won't You Love Me" är en "återhållsam" ballad, i stil med Braxtons tidigare musikkatalog. Låttexten beskriver framförarens försök att komma till ro med avvisning. I "Stay" är framföraren ångerfull och ber om förlåtelse efter att ha avvisat en ny kärlekspartner på grund av tidigare svek. "The Wave" skrevs av Jesse McCartney och Makeba Riddick och beskriver en lycklig och fungerande parrelation. "Caught (Don't Take Your Hat Off)" gästas av den Academy Award-vinnande skådespelerskan Mo'Nique. Texten beskriver hur Braxton kommer på sin man med att vara otrogen och kastar ut honom med hjälp av Mo'Nique som, enligt Rap-Up, tillför komiska kommentarer. Olikt mycket av Braxtons tidigare musikkatalog innehåller albumet endast en låt om sex. I "Rewind" sjunger hon: "Wish we could've taped that/ So we could replay that/ Wish that I could rewind that".

## Titel och omslag
Albumet var först tänkt att heta Woman men för att undvika förväxling med Braxtons femte studioalbum More Than a Woman (2002) ändrades titeln till Pulse. I en intervju med tidskriften Blues and Soul berättade Braxton att hon valde att namnge albumet "Pulse" efter sin sjukdomsdiagnos och vistelse på hjärtrehabilitering. Hon berättade: 
| ” | [Titeln] kommer från när jag blev sjuk. Jag vistades på hjärtrehabiliteringen och det var en äldre kvinna där. Hon sa: "Vad gör du här så ung? Det måste vara ditt hjärta. Vet du vad? Det här är min fjärde hjärtinfarkt och du är så ung, du får inte vara rädd! Du kan inte sluta leva!" Sen berättade hon att hon precis återvänt från semester med sin 40-åriga pojkvän. Jag hade förlorat hoppet – läkarna sa att jag aldrig mer skulle kunna spela in musik – men samtalet med henne var som ett hjärtslag, en puls som gav tillbaka min kärlek till livet. | „ |

Fotograferingen för albumomslaget ägde rum i april år 2010. Braxton ville att temat skulle vara "mjukt" och "väldigt kvinnligt". Designen för albumhäftet skapades av Mark Obriski. Omslaget publicerades på internet den 9 mars 2010.

## Utgivning och marknadsföring

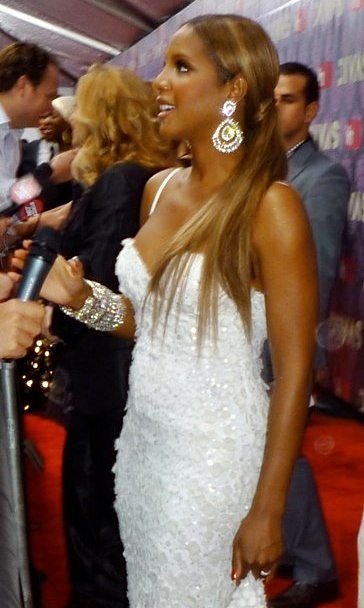
Braxton på röda mattan vid VH1 Divas år 2009.

Utgivningsdatumet för Pulse flyttades fram ett flertal gånger till följd av internetläckorna. Första preliminära utgivningsdatumet var satt tidigt 2009. I juli 2009 meddelade Billboard att albumet skulle släppas den 24 november samma år. Pulse släppes slutligen den 4 maj 2010 i Nordamerika av Atlantic. För att marknadsföra albumet uppträdde Braxton live i flera amerikanska TV-program. Den 29 november 2009 framförde Braxton och Songz remixversionen av "Yesterday" på prisceremonin Soul Train Music Awards. Under uppträdandet tungkysstes duon vilket skapade uppmärksamhet och kontrovers då Braxtons skilsmässa ännu inte blivit offentlig. Den 25 januari 2010 framförde hon soloversionen av låten vid Walmart Soundcheck. Den 27 april framförde hon "Make My Heart" på The Ellen DeGeneres Show, The Wendy Williams Show och intervjuades i Good Day L.A.. Den 3 maj framförde hon "Hands Tied" och "Breathe Again" (1993) på The Mo'Nique Show. Hon framförde även "Hands Tied" och "Un-Break My Heart" (1996) på The Today Show den 4 maj 2010.

### Singlar
Soloversionen och remixversionen av "Yesterday" gavs ut som albumets huvudsingel. Videon till låten regisserades av Braxtons vän och tidigare samarbetspartner Billie Woodruff och filmades i oktober 2009. Låten nådde elfte respektive tolfteplatsen på R&B-listorna Adult R&B Songs och Hot R&B/Hip-Hop Songs. På den sistnämnda listan blev låten hennes största framgång sedan "Just Be a Man About It" nådde sjätteplatsen år 2000. "Hands Tied" gavs ut som albumets andra singel. Den nådde topp-tio amerikanska R&B-listan Adult R&B Songs den 15 maj 2010 och blev hennes fjortonde topp-tio notering. Hon kom därmed att dela rekord med Alicia Keys och Mary J. Blige som den kvinnliga artist med flest topp-tio hits på den listan. "Hands Tied" nådde som högst sjätteplatsen den 26 juni samma år och kom att rankas som den sjuttonde mest framgångsrika låten år 2010 på listan. "Make My Heart" blev albumets tredje singel. Två EP-skivor med remixversioner av låten i februari 2010. Musikvideon för "Woman" hade premiär i juni 2010 på Yahoo! Music. "Caught (Don't Take Your Hat Off)" gavs ut som en promosingel för albumet år 2010.

## Mottagande och försäljning
Vid utgivningen fick Pulse mestadels positiv kritik från de flesta musikjournalister. På Metacritic som räknar ut ett medelvärde baserat på flera recensioner fick albumet 71 av 100 i betyg vilket indikerar "generellt positiv kritik". Mark Edward Nero från About.com gav blandad kritik till albumet. Han berömde Braxtons sångröst men kritiserade albumet i sin helhet för att inte "hänga med i tiden". Han avslutade: "Om du inte är – och aldrig har varit – ett fan av Toni är det här inget album för dig. Ingen ny mark har brutits, inga risker har tagits och albumet har inga låtar man absolut måste höra". Andy Kellman från Allmusic berömde Pulse och ansåg att det var hennes bästa album sedan The Heat. Kellman beskrev albumet som "tillfredsställande" och ansåg att Braxton var en av få sångare som på ett trovärdigt vis kunde sjunga om så många olika ämnen.
Natalie Shaw från BBC Music kritiserade albumet och att Braxton valde att "jaga trender" istället för att hålla sig till ballader. Ken Capobianco från The Boston Globe ansåg att albumet visade att "Braxton åter hittat tillbaka till toppformen". Mikael Wood från The Los Angeles Times beskrev Pulse som "spretigt" och att Braxton hade svårt att dölja en "hit-hungrig desperation". Wood lyfte fram albumets långsamma låtar men ansåg att albumet i sin helhet lät som ett uppenbart försök att locka Beyonce och Rihannas lyssnare. USA Today beskrev Pulse som en "återkomst till tidigare storhet" och att albumet uppdaterade hennes sound men inte levde upp till hennes samarbeten med Babyface på 1990-talet. Sarah Goodfrey från The Washington Post ansåg att "klubblåtarna" var albumets höjdpunkter. Stefan Thungren från Svenska Dagbladet ratade albumet och skrev: "Det kanske sista vi ville höra när Toni Braxton gör ett comebackförsök var att hon likt en American Idol-vinnare skulle göra ett album där hon försöker haka på dagens r&b-trender och låta som en andra sorteringens Beyoncé." Liknande skrev Jenny Seth från Aftonbladet att Pulse var en "misslyckad snegling" mot Knowles diskografi. Dani Fromm från tyska webbplatsen Laut.de ansåg att albumet helt saknade innovation och att Braxton verkade "genomgående frånvarande" ackompanjerad av "tråkig, förutsägbar låttext och produktion.
Pulse gick in på niondeplatsen på amerikanska albumlistan Billboard 200 och blev därmed hennes femte topp-tio album i USA. Försäljningen under premiärveckan beräknades till 54 000 exemplar. Albumet gick in på förstaplatsen på förgreningslistan Top R&B/Hip-Hop Albums och blev hennes första toppnotering på den listan på tio år (The Heat nådde toppen på listan den 4 maj 2000). Fram till år 2014 hade albumet sålts i 159 000 exemplar. I Kanada gick Pulse in på plats 72 på Canadian Albums Chart. I Storbritannien gick albumet in på plats 28 respektive 7 på listorna Top 40 Albums och UK R&B Albums.

## Låtlista
| 1.           | "Yesterday"             | Justin Franks, Jerome Armstrong, Michael White, Terrance Battle, Toni Braxton         | DJ Frank E              | 3:48  |
| 2.           | "Make My Heart"         | Lucas Secon, Makeba Riddick, Joseph Wayne Freeman, Aubreya Gravatt, Theodore Life Jr. | Lucas Secon             | 3:27  |
| 3.           | "Hands Tied"            | Harvey Mason Jr., Warren Felder, Heather Bright                                       | Oak                     | 3:53  |
| 4.           | "Woman"                 | Steve Mac, Wayne Hector                                                               | Steve Mac, David Foster | 3:51  |
| 5.           | "If I Have to Wait"     | Michael Busbee, Jud Friedman, Allan, Rich                                             | Michael Busbee          | 3:56  |
| 6.           | "Lookin' At Me"         | Lucas Secon, Makeba Riddick                                                           | Lucas Secon             | 3:20  |
| 7.           | "Wardrobe"              | Dernst Emile, Taurian Shropshire, Mason                                               | D'Mile                  | 3:31  |
| 8.           | "Hero"                  | Mason, Kara DioGuardi, Kasia Livingston, James Fauntleroy II, Steve Russell           | Harvey Mason Jr.        | 4:32  |
| 9.           | "No Way"                | Michael Warren                                                                        | Michael Warren          | 3:31  |
| 10.          | "Pulse"                 | Charles Harmon, Christopher Jackson                                                   | Chuck Harmony           | 3:47  |
| 11.          | "Why Won't You Love Me" | Braxton, Mason                                                                        | Harvey Mason, Jr.       | 4:42  |
| Total längd: | Total längd:            | Total längd:                                                                          | Total längd:            | 42:18 |

| 12. | "Yesterday" (featuring Trey Songz)                      | Justin Franks, Jerome Armstrong, Michael White, Terrance Battle, Toni Braxton, Tremaine Neverson | DJ Frank E, Harvey Mason, Jr.           | 3:46 |
| 13. | "Stay"                                                  | Harvey Mason, Jr., Steve Russell, Anna Wright, JayShawn Champion                                 | Harvey Mason, Jr.                       | 3:31 |
| 14. | "Rewind"                                                | Harvey Mason, Jr., LaShawn Daniels, Brody Brown, Aaron Bay-Schuck, Tamar Braxton                 | Harvey Mason, Jr., Brody Brown          | 3:32 |
| 15. | "The Wave"                                              | Jesse McCartney, Makeba Riddick, Theron Thomas                                                   | MaddScientist, Harvey Mason, Jr.        | 3:41 |
| 16. | "Caught (Don't Take Your Hat Off)" (featuring Mo'Nique) | Andre Harris, Vidal Davis, Bryan Sledge, Harold Lilly                                            | Dre & Vidal                             | 3:29 |
| 17. | "Yesterday" (Cutmore Remix Radio Edit)                  | Justin Franks, Jerome Armstrong, Michael White, Terrance Battle, Toni Braxton                    | DJ Frank E, Harvey Mason, Jr., Cutemore | 3:16 |

| 12. | "The Wave"                             | Jesse McCartney, Makeba Riddick, Theron Thomas                                | MaddScientist, Harvey Mason, Jr.        | 3:41 |
| 13. | "Yesterday" (Cutmore Remix Radio Edit) | Justin Franks, Jerome Armstrong, Michael White, Terrance Battle, Toni Braxton | DJ Frank E, Harvey Mason, Jr., Cutemore | 3:16 |

| 12. | "Yesterday" (featuring Trey Songz) | Justin Franks, Jerome Armstrong, Michael White, Terrance Battle, Toni Braxton, Tremaine Neverson | DJ Frank E, Harvey Mason, Jr.  | 3:46 |
| 13. | "Rewind"                           | Harvey Mason, Jr., LaShawn Daniels, Brody Brown, Aaron Bay-Schuck, Tamar Braxton                 | Harvey Mason, Jr., Brody Brown | 3:32 |

## Medverkande
Musiker

- Paul Bailey – alla instrument
- Steve Brewster – alla instrument
- Tamar Braxton – bakgrundssång
- Toni Braxton – alla instrument, sång
- Heather Bright – bakgrundssång
- Jimmy Carter – alla instrument
- City of Prague Philhomic Orchestra – alla instrument
- Don E – alla instrument
- James Fauntleroy – bakgrundssång
- Oak Felder – alla instrument
- Paul Franklin – alla instrument
- Frank E – alla instrument
- Andrew Hey – alla instrument
- John Hobbs – alla instrument
- Jeff King – alla instrument
- Josh Lopez – alla instrument
- Jacob Luttrell – alla instrument
- Harvey Mason, Jr. – alla instrument
- John Parricelli – alla instrument
- Makeba Riddick – bakgrundssång
- Lucas Secon – alla instrument, bakgrundssång
- Troy Taylor – alla instrument
- Bobby Terry – alla instrument
- Dapo Torimiro – alla instrument
- Michael Warren – alla instrument
- Brandon White – alla instrument

Ljudtekniker

- Busbee – produktion
- Toni Braxton – produktion
- Oak Felder – produktion
- David Foster – produktion
- Simon Franglen – produktion
- Justin "DJ Frank E" Franks – produktion
- Chuck Harmony – produktion
- Steve Mac – produktion
- Harvey Mason, Jr. – produktion
- D'Mile – produktion
- Madd Scientist – produktion
- Lucas Secon – produktion
- Troy Taylor – produktion
- Michael Warren – produktion

## Topplistor
| Lista (2010)                             | Högsta position |
| ---------------------------------------- | --------------- |
| Kanada Canadian Albums Chart (Billboard) | 72              |
| Nederländerna (Album Top 100)            | 83              |
| Tyskland (Offizielle Top 100)            | 18              |
| Schweiz (Schweizer Hitparade)            | 9               |
| Storbritannien UK Albums Chart (OCC)     | 28              |
| Storbritannien UK R&B Chart (OCC)        | 7               |
| USA Billboard 200                        | 9               |
| USA Top R&B/Hip-Hop Albums (Billboard)   | 1               |
| Österrike (Ö3 Austria)                   | 32              |

| Lista (2010)                           | Högsta position |
| -------------------------------------- | --------------- |
| USA Top R&B/Hip-Hop Albums (Billboard) | 53              |

## Certifikat och försäljning
| USA (RIAA)                             | — | 159 000 (2014) |
| ^ avser siffror baserade på certifikat |   |                |

## Utgivningshistorik
| Region          | Datum       | Skivbolag             | Katalog      |
| --------------- | ----------- | --------------------- | ------------ |
| USA             | 4 maj 2010  | Atlantic Records      | 075678959301 |
| Kanada          | 4 maj 2010  | Atlantic Records      |              |
| Tyskland        | 7 maj 2010  | Warner Music          |              |
| Polen           | 7 maj 2010  | Warner Music          | 7567893027   |
| Australien      | 8 maj 2010  | Warner Music          |              |
| Nederländerna   | 8 maj 2010  | Warner Music          |              |
| Storbritannien  | 10 maj 2010 | Atlantic Records (UK) | 756789302    |
| Internationellt | 10 maj 2010 | Warner Music          |              |
| Mexiko          | 18 maj 2010 | Warner Music          | 75678930270  |
| Japan           | 26 maj 2010 | Warner Music          | WPCR-13837   |
| Brasilien       | 27 maj 2010 | Warner Music          | 75678930270  |